# دونكان رينالدو
دونكان رينالدو هو ممثل روماني وأمريكي، ولد في 23 أبريل 1904 في رومانيا، وتوفي في 3 سبتمبر 1980 في الولايات المتحدة بسبب سرطان الرئة.

## أعمال

### أفلام
- (1929) جسر سان لويس راي
- (1931) التاجر هورن
- (1942) لمن تقرع له الأجراس

## وصلات خارجية
- دونكان رينالدو على موقع IMDb (الإنجليزية)
- دونكان رينالدو على موقع الموسوعة البريطانية (الإنجليزية)
- دونكان رينالدو على موقع ألو سيني (الفرنسية)
- دونكان رينالدو على موقع تيرنر كلاسيك موفيز (الإنجليزية)
- دونكان رينالدو على موقع أول موفي (الإنجليزية)
- دونكان رينالدو على موقع قاعدة بيانات الأفلام السويدية (السويدية)
- دونكان رينالدو على موقع إن إن دي بي (الإنجليزية)
- دونكان رينالدو على موقع قاعدة بيانات الفيلم (الإنجليزية)
- دونكان رينالدو على موقع كينوبويسك (الروسية)